# 8 germinal
8 ventôse 8 floréal
L'octidi 8 germinal, officiellement dénommé jour de la jonquille, est le 188e jour de l'année du calendrier républicain.
C'était généralement le 28e jour du mois de mars dans le calendrier grégorien.